# Carrhotus operosus
Carrhotus operosus là một loài nhện trong họ Salticidae.
Loài này thuộc chi Carrhotus. Carrhotus operosus được Jastrzebski miêu tả năm 1999.